# 129332 Markhunten
129332 Markhunten è un asteroide della fascia principale. Scoperto nel 2005, presenta un'orbita caratterizzata da un semiasse maggiore pari a 2,6634042 UA e da un'eccentricità di 0,0658334, inclinata di 12,08474° rispetto all'eclittica.